# Akiko Kawarai
Akiko Kawarai (nacida el 23 de octubre de 1929 en Utsunomiya, Japón) artista plástica, diseñadora de joyas, compositora japonesa residente en Argentina, fundadora del movimiento Unidad primigenia universal.

## Infancia
Nació el 23 de octubre de 1929 en el seno de una familia tradicional japonesa de origen samurái. Akiko fue la única hija del matrimonio entre Terutoshi Kawarai y su primera esposa Kiyo, quien falleció poco después del nacimiento de Akiko.
De niña no gozó de buena salud. Su marcada debilidad junto a los pesimistas diagnósticos médicos respecto a su expectativa de vida fueron para sus padres un constante motivo de preocupación. En los largos períodos de convalecencia Akiko encontró en el arte un medio
para dejar volar su imaginación, olvidarse del tiempo y de sus padecimientos corporales. 
Los dibujos realizados por ella llamaban la atención de los adultos, ya que pese a su
corta edad, sobresalían del marco de un dibujo infantil. En 1938, su familia abandonó Japón para trasladarse a Changchun la capital de Manchukuo, China, por cuestiones del trabajo de su padre Terutoshi. El súbito cambio ambiental perjudicó severamente a Akiko, quién cayó en un grave cuadro febril poco después de instalarse en su nueva residencia. Durante el transcurso de su enfermedad Akiko tuvo una visión que fue según su entender una revelación divina. Tal revelación fue la visión de su frágil cuerpo desintegrándose en diminutas unidades esféricas que se esparcían para finalmente agruparse en una esfera dorada tornasol y allí se proyectaron imágenes de escenas parciales de sus vidas de anteriores. 
En 1945, cuando Akiko tenía 15 años, finalizó la Segunda Guerra Mundial. En septiembre 
del año siguiente su familia abandonó Manchukuo para dirigirse al puerto de Sasebo, ubicado en la prefectura de Nagasaki, y de allí tomaron un tren para regresar a la ciudad natal Utsunomiya, provincia de Tochigi. En el caos posterior al fin de la Guerra, la familia no pudo encontrar vivienda propia ni su padre pudo conseguir un trabajo. Por ello, la familia trasladaba entre parientes y finalmente ocurrió una tragedia para la familia. Terutoshi, padre de Akiko, se quedó ciego por accidente y Chidori, su segunda esposa y madrastra de Akiko abandonó a la familia. Frente a esta situación Akiko decidió no ir a la carrera universitaria de Bellas Artes para poder emplearse en la Asociación de Agricultura y Economía de la provincia de Tochigi, pues era necesario mantener y cuidar a su padre. Akiko quedó en una encrucijada entre la agobiante realidad que la aquejaba y su vocación de artista. Resolvió no abandonar el arte
y desarrollarse como artista de manera autodidacta. Luego de sus quehaceres, Akiko encontró momentos para compartir sus experiencias trascendentales relacionadas con el arte a un selecto grupo de artistas, junto con los cuales llevó a cabo retiros espirituales en algunas montañas cercanas a la ciudad Utsunomiya, provincia de Tochigi y formó con ellos el movimiento Unidad primigenia universal. Otras de las aficiones de Akiko fue la literatura. Frecuentó exclusivos círculos literarios donde conoció a notables escritores contemporáneos de Japón. 

## Actividad artística

### Pintura
En 1964 realizó su primera exposición individual de pinturas al óleo en la Galería Lunami, Ginza, Tokio. En el mismo año se presentó en el 8th Shell Arts Competition, donde fue premiada. También en ese año fue seleccionada para integrar el 3rd International Young Artist Exibition Europe-Japan. Su ingreso a la escena del mercado de arte fue colmado de atención y reconocimiento por críticos y galeristas. Con posterioridad a 1964 Akiko presentó su trabajo en numerosas exposiciones y concursos internacionales entre los que se destacan:
- 1965  Participación en el Salón de Artistas Independientes, en el Museo de Arte Metropolitano de Tokio.

- 1966  Concurso de Arte Contemporáneo organizado por Diario Mainichi Shimbun. Allí su obra fue seleccionada y Akiko Kawarai fue nominada artista del año.

- 1967 The 4th International Young Artists USA-Japan.Además ese año realizó una Exposición en la Galería Muramatsu, Ginza, Tokio, Japón.

- 1968  Obtuvo el Premio de Revelación en el concurso de la Asociación de Grabado Japonés e ingresó como miembro junior a la asociación.

- 1969  Su obra fue seleccionada para la exposición organizada por CWAJ, Tokio, Japón.

- 1973   Participó en la Exposición de Grabados Japoneses, Pasadena, USA. En ese año ingresó como miembro pleno de la Asociación de Grabado Japonés.

- 1978   Exposición Gran Prix Grabados Japoneses. Realizó además una exposición en la Galería Shirota, Ginza, Tokio, Japón.

- 1988   Exposición en la Galería Toka, Shizuoka, Japón. Realizó también una exposición Galería Shirota, Ginza, Tokio, Japón.

- 1990   Participación en la Exposición del Centenario de Carlos Gardel, Congreso Nacional, Buenos Aires, Argentina.

- 1991   Exposición Homenaje a Charlo, Centro Cultural e Informativo de la Embajada de Japón.

- 1992   Exposición La música de Charlo, Centro Cultural Yukio Mishima, Buenos Aires, Argentina. Ese mismo año llevó a cabo la exposición El Espíritu del Japón, Museo de Artes Visuales de Quilmes, provincia de Buenos Aires, Argentina. También realizó una exposición en Salón Municipal de Artes Plásticas Manuel Belgrano, Museo de Artes Plásticas Eduardo Sívori, Buenos Aires, Argentina.

- 1994   Participación en el Salón Chandon de Dibujo y Grabado, Buenos Aires, Argentina.

A lo largo de su carrera como artista plástica Akiko utilizó como medio expresivo las disciplinas artísticas de grabado, collage, óleo y dibujo. Estéticamente sus obras estuvieron desde un primer momento alejadas de cualquier moda o influencia externa, ya que Akiko entendió al arte de una manera muy comprometida por su experiencia espiritual. 
Sus obras se encuentran en selectas colecciones privadas e instituciones públicas tales como el Museo Nacional de Osaka, Japón; Museo Nacional del Grabado, Argentina; Centro Cultural Yukio Mishima, Argentina; Academia Nacional del Tango, Argentina, entre otros.

### Joyería
La joyería fue un ámbito de experimentación para Akiko Kawarai, pues las joyas combinaban la tridimensionalidad de la escultura con la funcionalidad de las artes aplicadas. En 1979 ingresó a la Academia de la Joyería Yoyogi y comenzó a diseñar joyas. Sus características composiciones de formas abstractas esféricas se materializaron en plata, oro, platino, perlas y selectas gemas naturales. 
En 1981 se presenta en los concursos de diseño de joyería como 9th International pearl design contest, organizado por la firma Mikimoto y en el 14th Diamond design contest, organizado por la firma internacional De Beers en Japón. Fue premiada en ambos concursos. También en 1983 se presentó en el Concurso de diseño en Platino. Donde su diseño fue premiado y además fue nominada artista del año.
Hoy por hoy Akiko continúa diseñando joyas en cantidades limitadas.

### Música

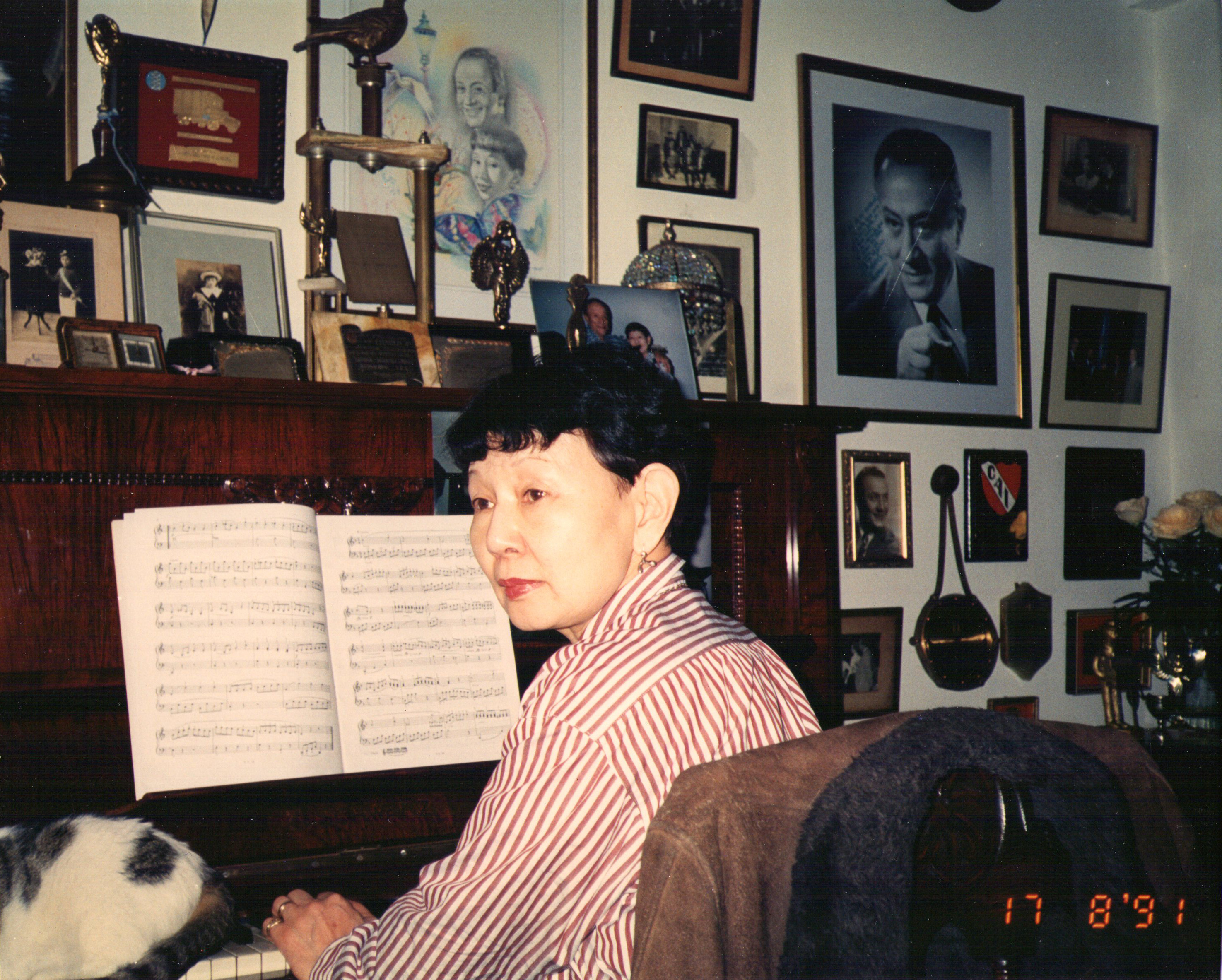
Akiko Kawarai componiendo tango, Buenos Aires, Argentina.

En su adolescencia, cuando ella tenía entre 13 o 14 años y vivía en Manchukuo, mientras estudiaba escuchaba a escondidas unos discos de tango argentino que tenía su padre Terutoshi. Este fue quizás el primer encuentro con el tango para ella. Sin saber el sentido de las letras en español que cantaban Carlos Gardel o Libertad Lamarque, ella las repetía de memoria. En aquella época Akiko era sólo una niña y jamás imaginó que a futuro iba a vivir en Argentina, la cuna del tango.
Tiempo después su interés por incursionar en la música como medio expresivo nació al oír unos acordes tangueros del cantor Charlo hacia 1970. Luego de ello sintió un llamado interno que la impulsó a trasladarse a Argentina. Una vez en Argentina, Akiko tomó clases de música con importantes maestros del tango como:
- Virgilio Expósito.
- Charlo.

De esta experiencia Akiko Kawarai hizo dos álbumes, el primero "Mirada de Marioneta" del año 1998 y luego "Buenos Aires Fantasía" del año 2001. Entre las composiciones musicales de tango creadas por Akiko Kawarai se encuentran:

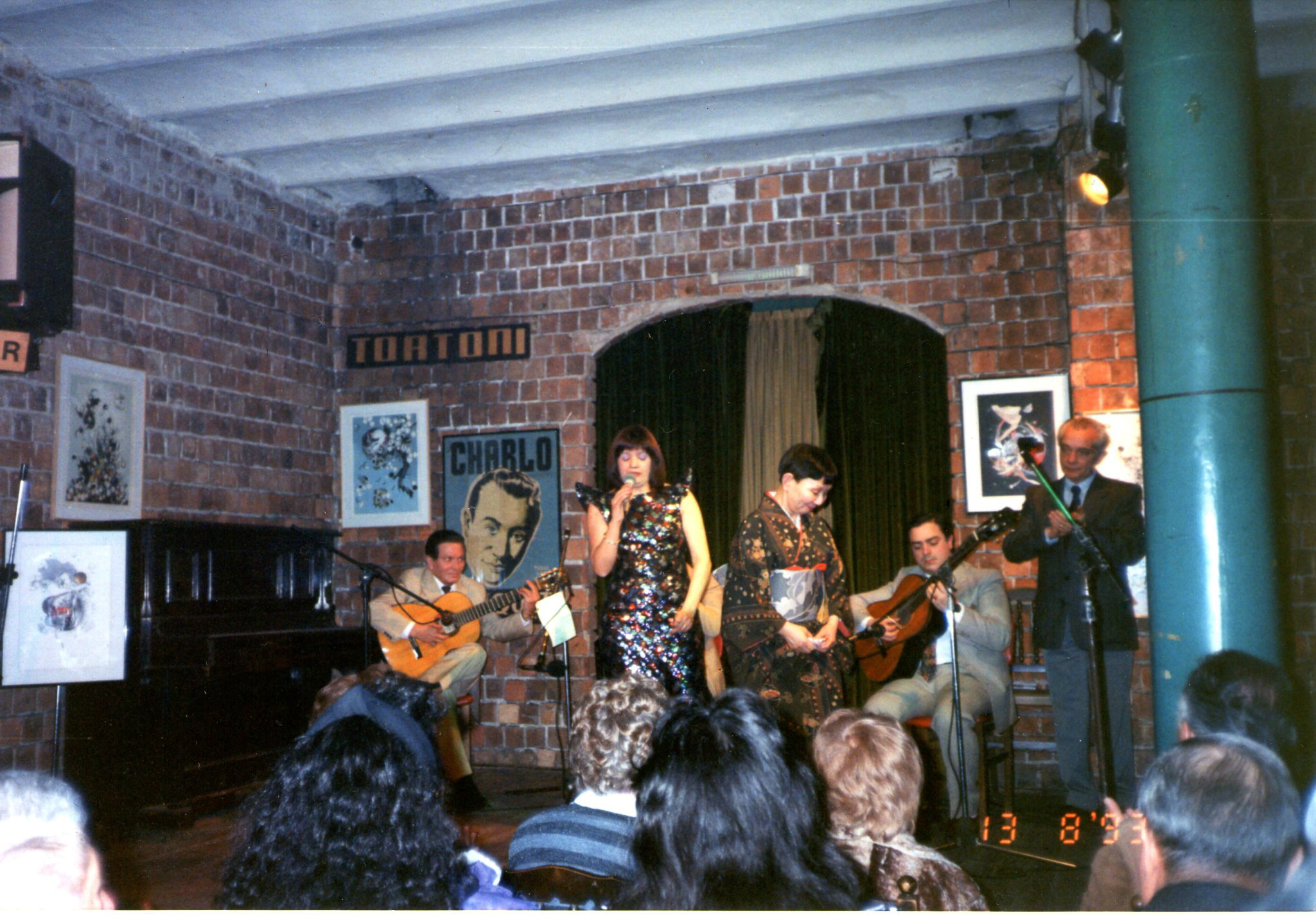
Akiko Kawarai en el escenario del Café Tortoni, Buenos Aires, Argentina.

- A plena luz (1998)
- A sola con mi piano (1998)
- Atardecer azul(2000)
- Brisa de otoño (2000)
- Camino azul (2000)
- Canción crepúsculo (2000)
- Canta grillo (2000)
- Con tu amor (1998)
- Cuentos de colibrí (2000)
- Danza de viento (2000)
- En tiempo de tu amor (1998)
- Espejo perdido (1998)
- Hasta la amanecer (1998)
- Viento brillante (1998)
- La boquilla (1998)
- Mar lejano (2000)
- Mar y sueño (1998)
- Rocío Matinal (2000)
- Rosa de verano (2000)
- Sin final (1998)
- Vida mágica (1998)
- Viola violeta (2000)
- Venturanza (2000)

## Vida sentimental

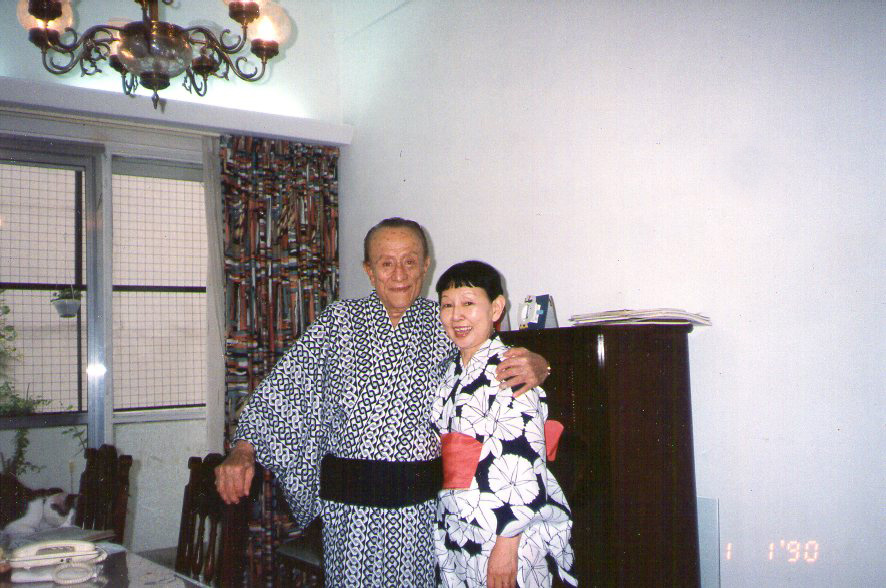
Akiko Kawarai y el cantante de tango Charlo vistiendo kimonos, Buenos Aires, Argentina.

Akiko Kawarai entregó su vida al arte y lo entendió como una comunicación con lo divino. Tal concepción de la vida le permitió vivir una vida sentimental plena, ya que según sus palabras pudo encontrarse nuevamente con el amor de otras vidas pasadas: Charlo.
Si bien pasaron amores en la vida de Akiko, el verdadero y único amor fue sólo Carlos Pérez de la Riestra, Charlo.
Algo misterioso e inexplicable le sucedió cuando escuchó por primera vez su voz, Akiko sintió con todas sus fuerzas la imperiosa necesidad de conocer personalmente a ese tanguero argentino. Primero se enviaron cartas y finalmente por medio de una amiga tanguera que regresaba desde Argentina a Japón Charlo le hizo llegar un casete donde le dijo "venga a Argentina, si no voy para allá". Akiko no dudó abandonar Japón para conocer y amar personalmente a Charlo. Akiko y Charlo vivieron juntos hasta el fallecimiento de éste en el 30 de octubre de 1990.